# Терон, Шарлиз
Шарли́з Те́рон (африк. и англ. Charlize Theron, МФА (афр.) [ʃɐrˈlis tron], МФА (англ.) [ʃɑrˈliːz ˈθɛrən]; род. 7 августа 1975, Бенони, ЮАР) — южноафриканская и американская актриса кино, телевидения и озвучивания, кинопродюсер и фотомодель. Терон приобрела известность в конце 1990-х годов благодаря ролям в таких фильмах, как «Два дня в долине» (1996), «Могучий Джо Янг» (1998), «Адвокат дьявола» (1997) и «Правила виноделов» (1999).
Получив высокие оценки критиков за роль серийной убийцы Эйлин Уорнос в фильме «Монстр» (2003), Терон была удостоена премий «Оскар», «Золотой глобус» и Американской Гильдии киноактёров, а также была номинирована на «BAFTA» в категории «Лучшая актриса главной роли».
Также она первой из родившихся в Африке была удостоена премии «Оскар» за исполнение главной роли. Впоследствии она была ещё дважды номинирована на премии «Оскар», «BAFTA», «Золотой глобус» и Американской Гильдии киноактёров за роли в фильмах «Северная страна» (2005) и «Скандал» (2019).
Другие известные фильмы с участием Шарлиз Терон: «Эон Флакс» (2005), «Хэнкок» (2008), «Белоснежка и охотник» (2012), «Безумный Макс: Дорога ярости» (2015), «Белоснежка и охотник 2» (2016), «Взрывная блондинка» (2017), «Форсаж 8» (2017), «Бессмертная гвардия» (2020), «Форсаж 9» (2021).

## Биография

### Ранние годы
Шарлиз Терон родилась в Бенони (провинция Трансвааль, Южная Африка), и была единственным ребёнком в семье Герды Джейкоб Алетты (урожд. Мариц, род. 27 января 1953) и Чарльза Джейкоба Терона (1947—1991). По материнской линии актриса имеет немецкие, а по отцовской — французские и голландские корни. Шарлиз приходится правнучатой племянницей бурскому офицеру Дани Терону. Родители Терон владели фермой и фирмой по строительству дорог, которой управляла Герда Терон.
Детство Терон прошло на ферме родителей в Бенони, недалеко от Йоханнесбурга, где она училась в Путфонтейнской начальной школе. Общаясь с работниками родительской фермы, выходцами из различных народов Африки, она овладела зачатками 26 местных языков и диалектов; впоследствии, наравне с родным африкаансом, — свободно овладела английским. Ферма находилась среди дикой природы; впоследствии во многом именно это обстоятельство оказало влияние на её решение стать активисткой движения за защиту прав животных. В 6 лет Шарлиз начала посещать уроки балета. В возрасте 13 лет она была отправлена в школу-интернат и начала обучение в Национальной школе искусств в Йоханнесбурге.
В возрасте 15 лет Терон стала свидетелем смерти своего отца, хронического алкоголика, которого её мать вынуждена была застрелить в целях самообороны. Полиция не выдвинула против Герды Терон никаких обвинений. Ранее в интервью Шарлиз утверждала, что её отец погиб в автокатастрофе. Но потом она решилась раскрыть семейную тайну.
В возрасте 16 лет, по совету и настоянию матери, Шарлиз приняла участие в конкурсе моделей и вышла в нём победительницей. Позднее она приняла участие в международном конкурсе моделей в городе Позитано (Италия), а после победы и в нём заключила годовой контракт с модельным агентством в Милане. В течение этого года Шарлиз объездила всю Европу, после чего отправилась в Нью-Йорк, где и решила окончательно обосноваться. Мечтая о карьере балерины, по окончании контракта она поступила в хореографическое училище Джоффри, в свободное от учёбы время подрабатывая моделью, однако, из-за травмы колена в возрасте 19 лет вынуждена была отказаться от танцевальной карьеры. «Я считала, что это конец света, танцы были моей страстью. Я думала, что мне придётся вернуться в Южную Африку и до конца жизни работать в супермаркете», — признавалась позже актриса в интервью журналу Elle. Однако, вместо того, чтобы вернуться домой, она отправилась в Майами, где в течение нескольких месяцев работала в качестве модели. Мать Герда, считавшая, что за пределами Южноафриканской республики у дочери куда больше возможностей найти себя и развить свои способности, настояла на том, чтобы Шарлиз попыталась сделать карьеру в Голливуде.

### Начало актёрской карьеры
После травмы Шарлиз улетела в Лос-Анджелес по авиабилету, который купила для неё мать. Первые несколько месяцев в этом городе она провела в дешёвом отеле, едва ли не голодая из-за крайней ограниченности в средствах. Жизнь Шарлиз изменилась, когда, придя в банк с целью обналичить присланный матерью чек на 500 долларов и таким образом заплатить за аренду жилья, она вдруг получила отказ — местный кассир из осторожности отказался обналичивать чек, выписанный за пределами США. Терон в ответ устроила скандал, излив негодование во всех известных ей крепких выражениях на английском и африкаанс. После этого человек, стоявший в той же очереди (как позднее оказалось, — Джон Кроссби, импресарио, представлявший интересы таких знаменитостей, как Рене Руссо и Джон Хёрт), неожиданно заинтересовался ею.
Кроссби протянул девушке визитную карточку; некоторое время спустя — представил её в некоторые агентства по подбору актёров, а также в актёрскую школу, где ей и удалось, в конечном итоге, избавиться от южноафриканского акцента. Там же Шарлиз познакомилась с Иваной Миличевич; последняя вскоре стала близкой подругой, и девушки некоторое время на пару снимали жильё. Спустя несколько лет Терон рассорилась с Кроссби, постоянно предлагавшим сценарии чересчур, как ей казалось, легкомысленного содержания, такие как «Шоугёлз». Актёрские курсы помогли Шарлиз, и в итоге, спустя восемь месяцев после приезда в Лос-Анджелес, её утвердили на роль без слов в трёхсекундном эпизоде в фильме «Дети кукурузы 3: Городская жатва», сразу после премьеры вышедшем на видео. Что же касается «Шоугёлз», она долгое время колебалась, не зная, какое решение принять, и, наконец, решившись, отклонила предложенную ей роль — как показало время, совершенно правильно, так как фильм провалился в прокате. По словам самой Шарлиз, «Как будто ангел-хранитель спас меня от этой роли». Вместо того она приняла участие в телефильме «Секреты Голливуда», посвящённом судьбе отставного полицейского, ставшего владельцем детективного агентства. Её героиня, сексапильная Салли Боуэн, засланная под прикрытием в стриптиз-клуб, оказалась в дальнейшем изобличена и жестоко избита. Пилотная серия намечавшегося сериала была признана неудачной и вместо того вышла в качестве телефильма.
Создав себе к этому времени репутацию одной из самых многообещающих молодых актрис, наряду с игровым кино, Шарлиз снялась в телевизионной рекламе Martini и Axe. Впервые в серьёзной роли она выступила в фильме «Два дня в долине» режиссёра Джона Херцфельда, снятом в стиле криминального боевика. Шарлиз сыграла в нём норвежку Хельгу Свелген, подружку одного из главных героев. Эта роль изначально предназначалась нидерландской актрисе Дафне Деккерс, но та отклонила предложение, сославшись на занятость. Следующей работой Терон стала роль в фильме «То, что ты делаешь», ставшем режиссёрским дебютом Тома Хэнкса. Фильм этот рассказывал о некоей поп-группе 1960-х годов, одна из песен которой неожиданно стала знаменитой. Здесь Шарлиз досталась роль подружки барабанщика группы, настаивающей на том, чтобы тот оставил музыку и занялся стоматологией. Сама по себе роль была эпизодической, но Терон сумела её углубить и придать своей героине столько живой естественности, что сам Том Хэнкс под впечатлением этого отозвался о дебютантке следующим образом: «Эта актриса играет естественнее и держится увереннее всех, кого я видел». Следующей работой Шарлиз Терон стал фильм «Процесс и ошибка», действие которого строится вокруг некоего судебного процесса. Здесь она сыграла официантку Билли Тайлер, с которой заводит роман один из главных героев; по отзывам критики, эта любовная история затмила собой основное действие.

### Голливудская карьера
Первой по-настоящему крупной работой Терон стала роль в фильме «Адвокат дьявола», где она сыграла вместе с такими звёздами, как Аль Пачино и Киану Ривз. Как признавалась сама актриса, эта роль потребовала от неё не только творческих затрат; в частности, ей несколько раз пришлось летать на пробы в Нью-Йорк, расплачиваясь порой из собственного кармана. После трёх месяцев проб роль всё же досталась ей, но даже после этого актриса продолжала волноваться, боясь, что её заменят после первого неудачного дубля. Киану Ривз сыграл в этом фильме провинциального адвоката, овладевшего своим ремеслом до такой степени, что ему удалось спасти от наказания преступника. Адвокатский талант его героя не остался незамеченным, и тот был принят на работу в крупную юридическую фирму в Нью-Йорке, во главе которой стоял Джон Милтон (Аль Пачино). Шарлиз сыграла жену главного героя, вначале искренне радовавшуюся удаче мужа, благодаря которой ей удалось попасть в мир богатства и роскоши, но вскоре почувствовавшую себя отвергнутой и постепенно лишившуюся рассудка. Актрисе удалось добиться чрезвычайной убедительности в изображении шизофрении, для чего на протяжении трёх месяцев она изо дня в день посещала психотерапевта.
Позднее Терон досталась главная роль в снятом в студии Уолта Диснея фильме «Могучий Джо Янг». Сюжет его строился вокруг похищения браконьерами гигантской обезьяны по кличке Джо Янг, которую опекала героиня Терон, после чего ей вместе с Биллом Пэкстоном пришлось вступить в схватку с похитителями.
«Могучий Джо Янг» провалился в прокате, однако критики отметили игру Терон, и она продолжала быть востребованной в Голливуде. В 1999 году актриса сыграла главную роль в фильме «Жена астронавта», в то время как самого астронавта воплотил на экране Джонни Депп. Следующей была роль в фильме Лассе Халлстрёма «Правила виноделов», где также снялся Тоби Магуайр, сыгравший молодого помощника доктора — управляющего сиротским приютом, в то время как роль сомнительной репутации доктора исполнил Майкл Кейн. Фильм получил коллективную актерскую номинацию на Американскую премию Гильдии киноактёров в категории «Лучший актерский состав».
Далее Терон сыграла в фильме «Азартные игры». Здесь её партнёром выступил Бен Аффлек, исполнивший роль заключённого, чей сокамерник состоял в переписке с героиней Шарлиз. Фильм был прохладно встречен критикой, но позволил Шарлиз немного разнообразить амплуа — от сладких мелодрам до жёстких триллеров. После череды второстепенных ролей актриса приняла приглашение на главную роль в фильме «Легенда Баггера Ванса» Роберта Редфорда, действие которого происходило во времена Великой Депрессии в Джорджии.
Фильм «Сладкий ноябрь» с Киану Ривзом — история о девушке, которая, пытаясь психологически помочь и поддержать очередного избранника, живёт с ним в течение месяца. Очередным кандидатом становится герой Киану Ривза, клерк рекламной компании. Позднее выясняется, что героиня Терон больна раком и в скором времени приговорена к смерти. Актриса возлагала большие надежды на эту работу, отказавшись ради неё от главной роли в ленте «Пёрл-Харбор», однако же, по выходе на экран, фильм подвергся сокрушительной критике, упрекавшей режиссёра и актёров в надуманности ситуации, невозможности поверить «ничему из того, что происходит на экране», а также в отсутствии настоящего влечения между двумя главными героями. Терон была даже номинирована на премию «Золотая малина» за худшую женскую роль.

### Роль в фильме «Монстр» и премия «Оскар»
После появления в нескольких заметных фильмах Терон сыграла роль Эйлин Уорнос в фильме «Монстр», премьера которого состоялась на Берлинском кинофестивале в 2004 году. Шарлиз получила премию «Серебряный медведь за лучшее исполнение главной женской роли». В фильме рассказывается о серийной убийце Эйлин Уорнос, которая пыталась заработать денег, работая придорожной проституткой, но однажды чуть не стала жертвой извращенца. В дальнейшем она пыталась жить нормальной жизнью, но вскоре вернулась к проституции и убивала случайных клиентов. Для съёмок фильма Терон набрала 14 килограммов, изуродовала лицо гримом, который сделал её неузнаваемой, и была вынуждена носить контактные линзы. Шарлиз проделала большую подготовительную работу к этой роли, изучила реальное дело Эйлин Уорнос. Кинокритик Роджер Эберт назвал её актёрскую игру «одной из лучших в истории кино». За эту роль Терон получила «Оскар» в категории «Лучшая актриса главной роли» на 76-й церемонии вручения наград американской киноакадемии в феврале 2004 года, премию Американской Гильдии киноактёров в категории «Лучшая актриса главной роли», «Золотой глобус» в категории «Лучшая актриса главной роли в драматическом фильме» и номинацию на награду Британской академии «BAFTA» в категории «Лучшая актриса главной роли» в 2005 году. Терон стала первой африканкой, завоевавшей «Оскар» за лучшую главную женскую роль. Шарлиз вернулась на родину героиней, Нельсон Мандела лично поздравил её. «Оскар» помог ей в 2006 году войти в список самых высокооплачиваемых актрис в Голливуде по версии журнала «The Hollywood Reporter». По размеру своих гонораров Терон занимала в 2006 году седьмое место после Хэлли Берри, Камерон Диас, Дрю Бэрримор, Рене Зеллвегер, Риз Уизерспун, и Николь Кидман. При этом Терон заработала по 10 миллионов долларов за свои роли в фильмах «Северная страна» и «Эон Флакс».

### Проекты в статусе звезды
Фильм «Голова в облаках» рассказывает о 30-х — 40-х годах, сюжет разворачивается в Англии, Франции и Испании. В нём Шарлиз сыграла аристократку Гильду Бессе, известную своим гедонизмом. По сюжету она очаровала студента Кембриджа Стюарта Таунсенда в 1933 году. Позже она стала фотографом в Париже и жила вместе с героиней Пенелопы Крус. Далее рассказывается история любви, происходящей во время гражданской войны в Испании и немецкой оккупации Парижа. Во время войны чувства героев подвергаются жестокому испытанию.
30 сентября 2005 года Терон получила собственную звезду на голливудской «Аллее славы». В том же году она снялась в неудачном в финансовом плане и плохо встреченном критиками фантастическом триллере «Эон Флакс». Фильм был снят по мотивам мультсериала «Эон Флакс», действие которого происходит в отдалённом будущем, Шарлиз играла подпольщицу, которая получила задание убить главу города по имени Тревор Гудчайлд. В фильме Терон исполнила все трюки сама, несмотря на то, что в её контракте был пункт об использовании дублёров.
Терон была номинирована на премии «Оскар», «BAFTA», премию Американской Гильдии киноактёров и «Золотой глобус» за лучшее исполнение главной женской роли в драме «Северная страна». Фильм рассказывает о первом в истории США успешном судебном иске о сексуальных домогательствах.
В 2005 году Терон приняла участие в третьем сезоне расхваленного критиками телесериала «Задержка в развитии». В нём Шарлиз сыграла британскую девушку, которая становится объектом любви героя Джейсона Бэйтмана. Кроме того, Терон получила номинации на премию Американской Гильдии киноактёров, «Золотой глобус»,и «Эмми» за лучшую женскую роль в мини-сериале или телевизионном фильме за исполнение роли Бритт Экланд в фильме 2004 года о жизни британского комика «Жизнь и смерть Питера Селлерса». Терон сыграла вторую жену главного героя, которая вышла за него замуж после 11-дневного романа. Сама Экланд отозвалась об игре Шарлиз как о «фантастической» и «сверхъестественной». В 2004 году Шарлиз стала лицом аромата J’adore от модного дома Dior. Она заменила на этом месте эстонскую модель Тиу Куик. После выхода первой рекламы Диор с участием звезды — уровень продаж духов резко пошел вверх. Ролик получился очень откровенным, актриса обнажилась полностью, на ней остался только аромат. За последние 13 лет Шарлиз Терон в рекламе парфюма от Dior снималась несколько раз, постоянно подогревая интерес и к новому фланкеру, и к самому J’adore. А в 2007 году журнал «Esquire» назвал актрису «самой сексуальной женщиной из ныне живущих».
В 2007 году Шарлиз Терон сыграла роль детектива матери-одиночки в фильме «В долине Эла». По сюжету сын Томми Ли Джонса был убит сразу после возвращения из Ирака. Джонс и Терон расследовали это дело и выяснили, что за убийством стоят сослуживцы сына. Актриса сыграла роль живо и натурально. Фильм «Битва в Сиэтле» рассказывает о беспорядках 1999 года в Сиэтле, вызванных проведением конференции ВТО. На пять дней город погружается в хаос беспорядков, насилия и грабежей. Терон играет кассиршу Эллу, которая продолжала работать, несмотря на беспорядки. Следующий фильм Терон — «Лунатизм», она сыграла мать ребёнка, страдающего лунатизмом — Джолин. Бойфренд Джолин только что арестован за наркотики. Также Терон выступила в качестве продюсера данного фильма.
В 2008 году Терон сыграла главную роль в собравшем 227,9 миллионов долларов в США и 396,4 миллионов в мировом кинопрокате фильме «Хэнкок» с Уиллом Смитом. В фильме рассказывается о странном суперчеловеке, которого все ненавидят из-за того, что он разрушает всё вокруг во время спасения людей. Терон сыграла суперженщину, которая живёт обычной жизнью в Лос-Анджелесе.
В конце 2008 года Терон предложили стать Послом мира ООН.
10 ноября 2008 года журнал TV Guide сообщил, что Терон сыграет главную роль в экранизации «Девушка из Дании», в котором её героиня, Герда Вегенер, является женой Эйнара Вегенера/Лили Эльбе, первого в мире человека, перенёсшего хирургическую операцию по изменению пола, однако позже Терон отказалась от этой роли. В 2009 году Терон снялась в фильме «Дорога», где сыграла роль матери мальчика в постапокалиптическом мире, где люди превратились в каннибалов.
В октябре 2009 года Терон была отобрана для съёмок в сиквеле фильмов о Безумном Максе под названием «Безумный Макс: Дорога ярости», съёмки которого прошли в Брокен-Хилл в Новом Южном Уэльсе в Австралии в конце 2010 года.
4 декабря 2009 года актриса совместно с другими звёздами южноафриканского происхождения в Кейптауне представила жеребьёвку финального турнира чемпионата мира по футболу 2010 года в Южной Африке. На репетициях в качестве шутки на счёт ФИФА она вытянула мяч Ирландии вместо Франции, намекая на споры вокруг игры рукой Тьерри Анри в стыковом матче между Францией и Ирландией. Трюк встревожил ФИФА настолько, что было решено не повторять его перед публикой.
В 2011 году Терон снялась в трагикомедии Джейсона Райтмана «Бедная богатая девочка». За перевоплощение в писательницу Мэвис Гери актриса удостоилась благоприятных отзывов от кинокритиков. Ричард Роепер заявил, что «эта роль Шарлиз Терон одна из наилучших в этом году». Помимо высоких отзывов кинокритиков, Терон номинировалась на «Золотой глобус» в категории «Лучшая актриса главной роли — комедия или мюзикл».
В 2012 году Терон приняла участие в съёмках двух фантастических фильмов: «Белоснежка и охотник» и «Прометей».
Следующим успехом актрисы стал фильм 2015 года «Безумный Макс: Дорога ярости», для которого она побрилась наголо.
Позднее в 2015 году состоялся выход экранизации романа Гиллиан Флинн «Темные тайны», где Терон исполнила главную роль девушки по имени Либби Дэй, которая расследует убийство своей матери и двух сестер, пытаюсь докопаться до истины и узнать, что произошло в ту роковую ночь.
4 апреля 2016 года в Великобритании состоялась мировая премьера фильма «Белоснежка и охотник 2». Съёмки фильма начались 6 апреля 2015 года и проходили в деревушке Френшем в Великобритании, там же, где снимался и первый фильм.
20 мая 2016 года на Каннском кинофестивале состоялся выход картины Шона Пенна «Последнее лицо». Фильм рассказывает об отношениях между директором международной гуманитарной организации в исполнении Терон и врачом гуманитарной помощи в исполнении Хавьера Бардема на фоне революции в африканской стране.
19 августа 2016 года прошла премьера американского полнометражного кукольного анимационного фильма «Кубо. Легенда о самурае», снятого режиссёром Трэвисом Найтом. Мультфильм рассказывает историю Сказителя Кубо — наследника великого рода, который отправляется на поиски магических доспехов своего отца, легендарного самурая, чтобы дать отпор духам прошлого, жаждущих мести. Шарлиз Терон озвучила мать главного героя. Фильм получил высокие оценки кинокритиков. Кроме того, картина была удостоена премии «BAFTA» в категории «Лучший анимационный полнометражный фильм», двух номинаций на «Оскар» в категориях «Лучший анимационный полнометражный фильм» и «Лучшие визуальные эффекты» и номинации на «Золотой глобус» в категории «Лучший анимационный полнометражный фильм».
Далее актриса исполнила главную роль в картине «Взрывная блондинка», американском шпионском экшн-триллере, снятом Дэвидом Литчем по сценарию Курта Джонстада. В основу сценария фильма положен изданный в 2012 году графический роман Энтони Джонстона «Самый холодный город», действие которого разворачивается вокруг шпионки по имени Лоррейн Бротон, которая должна найти список тайно переправляющихся на Запад двойных агентов. В мае 2015 года Focus Features приобрела права на распространение фильма. В США фильм вышел 28 июля 2017 года. Съёмки фильма начались 22 ноября 2015 года в Будапеште и позднее переместились в Берлин. На сайте Rotten Tomatoes фильм имеет рейтинг 77 %, основанный на 283 рецензиях со средним баллом 6,5/10. На сайте Metacritic рейтинг фильма 63 из 100, основанный на 50 рецензиях.
В апреле 2016 года было подтверждено участие Шарлиз Терон в роли Сайфер в восьмом фильме серии «Форсаж». Основные съёмки начались 14 марта 2016 года, на озере Миватн (Исландия). В конце апреля съёмка началась в Гаване. Съемки также прошли в Кливленде, в Атланте и Нью-Йорке. Премьера фильма состоялась в США 14 апреля 2017 года.
Далее Терон исполнила главную роль матери троих детей Марло Моро вместе с Маккензи Дэвис в американском трагикомедийном фильме «Талли», воссоединившись с режиссёром Джейсоном Райтманом. Роль принесла актрисе номинацию на «Золотой глобус» в категории «Лучшая актриса главной роли — комедия или мюзикл». Из-за набранного веса и понимания, что его придётся впоследствии сгонять, Шарлиз Терон впервые в жизни впала в депрессию. Съемки фильма начались 22 сентября 2016 и проходили в Ванкувере, Британская Колумбия. Премьера фильма в США состоялась 20 апреля 2018 года. На сайте Rotten Tomatoes у фильма 86 % положительных рецензий на основе 256 отзывов со средней оценкой 7,6 из 10. На Metacritic – 75 баллов из 100 на основе 52 рецензий.
Далее Терон появилась в качестве приглашённой актрисы в роли Приа Лавеску в американском фантастическом телевизионном сериале Сета Макфарлейна «Орвилл», представляющего собой пародию на «Звёздный путь».
В 2019 году актриса озвучила персонажа по имени Мортиша Аддамс в американском анимационном фильме «Семейка Адамс», основанный на комиксах Чарльза Аддамса про Семейку Аддамс. Режиссёрами мультфильма являются Конрад Вернон и Грег Тирнан. Фильм вышел в прокат США 11 октября 2019 года. «Семейка Аддамс» получила смешанные отзывы критиков и собрала в мировом прокате около 200 млн долларов. Выход сиквела запланирован на 22 октября 2021 года.
В романтической комедии Джонатана Ливайна «Та ещё парочка» актриса исполнила главную роль совместно с Сетом Рогеном. Фильм рассказывает о неудачливом журналисте Фреде Фларски в исполнении Рогена, с детства влюблённом в свою няню Шарлотту Филд в исполнении Терон, ставшую впоследствии госсекретарём США. Волею судеб их пути снова пересекаются: Шарлотта предлагает Фреду стать своим спичрайтером. Фильм получил положительные отзывы кинокритиков. На сайте Rotten Tomatoes фильм имеет рейтинг 81 % на основе 281 рецензии со средним баллом 7,1 из 10. На сайте Metacritic фильм имеет оценку 67 из 100 на основе 45 рецензий критиков, что соответствует статусу «в целом положительные отзывы».
Далее Терон исполнила главную роль журналистки Мегин Келли в фильме Джея Роуча «Скандал», который рассказывает о нескольких сотрудницах телеканала Fox News, обвинивших в сексуальных домогательствах генерального директора Роджера Айлза. Терон была удостоена номинаций на премии «Оскар», «BAFTA», «Золотой глобус» и награды Американской Гильдии киноактёров в категории «Лучшая актриса главной роли».
10 июля 2020 года на Netflix состоялся выход картины «Бессмертная гвардия», режиссёром которой выступила Джин Принс-Байтвуд, а сценарий написан Грегом Рукой и основан на одноимённом комиксе. Фильм рассказывает о группе бессмертных воинов из разных эпох на протяжении веков сражающихся бок о бок под командованием Энди, некогда известной как Андромаха из Скифии в исполнении Терон. Однажды они узнают о существовании нового бессмертного. На сайте Rotten Tomatoes фильм имеет рейтинг 80 % на основе 139 рецензий критиков со средней оценкой 6,4 из 10. На сайте Metacritic фильм получил оценку 70 из 100 на основе 41 рецензий, что соответствует статусу «в основном положительные отзывы».

## Другие проекты
Заключив сделку с Джоном Гальяно в 2004 году, Терон заменила эстонскую модель Тиу Куик в качестве лица J’adore в рекламной кампании Кристиан Диор. 18 декабря 2007 года она снималась для рекламы духов J’adore Dior. Гальяно считает её своей музой и создаёт платья, которые она надевает для прохода по красной ковровой дорожке во время таких событий, как «Оскар» и «Золотой глобус». Шарлиз Терон на протяжении почти двадцати лет снималась во всех рекламных кампаниях аромата J’adore Dior, пока в 2024 году Dior не представил в качестве нового лица своего аромата J'adore певицу Рианну.
С октября 2005 года по декабрь 2006 года Терон получила 3 миллиона долларов за использование своего образа в мировой рекламной кампании часов Raymond Weil. В феврале 2006 года она подала на эту фирму в суд за нарушение договора. Иск был урегулирован 4 ноября 2008 года.
Летом 2010 года Терон снялась в клипе на песню «Crossfire» — дебютном сингле сольного альбома вокалиста группы The Killers Брэндона Флауэрса — «Flamingo». Шарлиз предстаёт в роли суперагента, владеющего приёмами рукопашного боя и каратэ, и спасает окровавленного Брэндона из логова бандитов. Также в этом году Шарлиз и Орландо Блум снялись для рекламной кампании японской фирмы Uniqlo. Также она снялась для сентябрьского номера российского журнала ELLE, где предстала почти обнажённой.

## Общественная деятельность
Терон участвует в деятельности женских правозащитных организаций, а также выступает за право на аборт. Она является защитницей прав животных и активным членом организации «Люди за этичное обращение с животными» и представляет их в антимеховой рекламной кампании. Терон — активный сторонник Democracy Now!. Шарлиз также активно выступает за легализацию однополых браков; в частности, она приняла участие в марше в городе Фресно, штат Калифорния, 30 мая 2009 года.
В июле 2009 года было объявлено, что Шарлиз Терон будет сотрудничать с футбольным клубом Лос-Анджелеса, чтобы построить футбольные поля в сельских районах Южной Африки. Футбольный клуб «Лос-Анджелес», находящийся в Лос-Анджелесе, один из самых успешных и известных молодёжных футбольных клубов в Соединённых Штатах, обязался за три года помочь подготовить футбольные программы для школ района Умхайнакюде в Южноафриканской республике. Эта помощь включает в себя покупку формы, бутс, мячей и оборудования, а также профессиональную подготовку для местных тренеров, судей и администраторов. Цель программы — пролить свет на неотложные нужды в образовании, здравоохранении и рекреационных ресурсах в отдалённых районах ЮАР, где процент людей, заражённых ВИЧ/СПИДом, очень высок. Дон Шеппард, президент футбольного клуба «Челси» сказал:

Когда я узнал о больших планах Шарлиз, направленных на развитие долгосрочных возможностей для молодых южноафриканцев, находящихся в огромной опасности, я знал, что «Челси» был в состоянии помочь. Мы стремимся помочь в создании более безопасной, здоровой жизни для молодых людей в Южной Африке, особенно проживающих в отдалённых районах, и сделать так, чтобы ресурсы, которые мы даём, не были растрачены впустую. Эта трёхгодичная программа замечательна, и в ней есть ключ к тому, чтобы она работала много лет.
Шарлиз Терон отметила: «Я чрезвычайно благодарна Дону и Лос-Анджелесскому футбольному клубу „Челси“ за их приверженность к тому, чтобы помочь нам дать этим красивым, молодым людям доступ к рекреационным ресурсам, которых катастрофически не хватает в их жизни».

## Отзывы критиков
«Она легко подпадает под стереотип очень привлекательной модели и танцовщицы, но в её работах есть эмоциональная глубина, и мне очень нравится то, что она делает. Она талантлива, умна, красива и к тому же смела» — сказал Роберт Редфорд.
Режиссёр Луис Мандоки отметил, что Терон способна на такие глубокие эмоциональные переживания, потому что у неё была довольно тяжёлая жизнь, она была свидетелем смерти своего отца, получила травму, перечеркнувшую карьеру балерины, пережила тяжёлый период, когда осталась почти без денег в свои первые месяцы в Лос-Анджелесе, где она никого не знала.
Критик Доминик Уиллс так отозвался об игре Терон: «На экране она выглядит великолепно». Однажды, устав от того, что к ней относятся только как к модели, Шарлиз сказала: «Видимо, вся моя карьера — это попытка доказать, что действительно могу играть серьёзные роли в кино». Теперь, снявшись в рекламе L'Oreal и фильме «Монстр» в один год, она может не волноваться насчёт своих актёрских способностей.
Кинокритик Нейт Ли писал: «Лучший фильм Терон — „Правила виноделов“, Шарлиз чрезвычайно хороша в роли дочери ловца омаров. Она встречает героя Тоби Макгуайра, когда приходит делать аборт, а затем влюбляется в него. Её мягкая ранимость — огромный контраст с ролью в фильме „Монстр“, даже трудно поверить, что это один и тот же человек. „Монстр“ — фильм, наталкивающий на размышления и действительно заслуживающий Оскара, однако он не может быть поставлен выше новоанглийской классики. Она потрясает, из фермерской девочки выросла… актриса, могущая с равным искусством перевоплотиться в легкомысленную красотку в фильмах „Ограбление по-итальянски“ и „Эон Флакс“, серийную убийцу в фильме „Монстр“ или воплотить образ самой обычной женщины, пытающейся прокормить своих детей, работая на шахте в фильме „Северная страна“. „Северная страна“ — история женщины, которая в одиночку противостоит предрассудкам людей из маленького города, а также их корпоративным кукловодам. Без сомнения, Шарлиз смогла сыграть свою роль благодаря памяти о пережитом в детстве — необходимости существовать рядом со сварливым и злобным отцом-алкоголиком».

## Личная жизнь
В мае 2007 года Терон стала натурализованной гражданкой США, при этом сохранив гражданство ЮАР.
Терон имеет двоих приёмных детей. В 2012 году она усыновила мальчика, получившего имя Джексон, а в 2015 году девочку, получившую имя Огаст. В апреле 2019 года Терон рассказала, что её старший ребёнок, Джексон, является трансгендерной девочкой.
Терон живёт в Лос-Анджелесе, штат Калифорния.
Отношения
В середине 1990-х годов у Терон было два года отношений с актёром Крейгом Бирко. C 1997 по 2001 год она встречалась с музыкантом Стивеном Дженкинсом, солистом группы Third Eye Blind.
После знакомства на съёмках фильма «24 часа» (2002) Терон начала встречаться с актёром Стюартом Таунсендом. Они жили в Лос-Анджелесе и Ирландии. Терон и Таусенд расстались в январе 2010 года.
В декабре 2013 года Терон начала встречаться с актёром Шоном Пенном. В декабре 2014 года пара объявила о помолвке, однако в июне 2015 года Терон и Пенн расстались.

## Фильмография

### Актриса
| Год  |    | Русское название                          | Оригинальное название                       | Роль                   |
| ---- | -- | ----------------------------------------- | ------------------------------------------- | ---------------------- |
| 1995 | ф  | Дети кукурузы 3: Городская жатва          | Children of the Corn III                    | девушка                |
| 1996 | ф  | Два дня в долине                          | 2 Days in the Valley                        | Хельга Свелген         |
| 1996 | ф  | То, что ты делаешь                        | That Thing You Do!                          | Тина Пауэрс            |
| 1997 | ф  | Адвокат дьявола                           | The Devil’s Advocate                        | Мэри Энн Ломакс        |
| 1997 | ф  | Процесс и ошибка                          | Trial and Error                             | Билли Тайлер           |
| 1997 | тф | Секреты Голливуда                         | Hollywood Confidential                      | Салли Боуэн            |
| 1998 | ф  | Знаменитость                              | Celebrity                                   | супермодель            |
| 1998 | ф  | Могучий Джо Янг                           | Mighty Joe Young                            | Джилл Янг              |
| 1999 | ф  | Жена астронавта                           | The Astronaut’s Wife                        | Джиллиан Армакост      |
| 1999 | ф  | Правила виноделов                         | The Cider House Rules                       | Кэнди Киндалл          |
| 2000 | ф  | Азартные игры                             | Reindeer Games                              | Эшли Мерсер            |
| 2000 | ф  | Военный ныряльщик                         | Men of Honor                                | Гвин Сандей            |
| 2000 | ф  | Легенда Багера Ванса                      | The Legend of Bagger Vance                  | Эдель Инвергордон      |
| 2000 | ф  | Ярды                                      | The Yards                                   | Эрика Штольц           |
| 2001 | ф  | Проклятие нефритового скорпиона           | The Curse of the Jade Scorpion              | Лора Кенсингтон        |
| 2001 | ф  | Сладкий ноябрь                            | Sweet November                              | Сара Дивер             |
| 2001 | ф  | 15 минут славы                            | 15 minutes                                  | Роуз Хем               |
| 2002 | ф  | 24 часа                                   | Trapped                                     | Карен Дженнингс        |
| 2002 | ф  | Проснувшись в Рино                        | Waking Up In Reno                           | Кэнди Киркендалл       |
| 2003 | ф  | Монстр                                    | Monster                                     | Эйлин Уорнос           |
| 2003 | ф  | Ограбление по-итальянски                  | The Italian Job                             | Стелла Бриджер         |
| 2004 | ф  | Голова в облаках                          | Head in the Clouds                          | Гильда Бессе           |
| 2004 | тф | Жизнь и смерть Питера Селлерса            | Life & Death of Peter Sellers               | Бритт Экланд           |
| 2005 | ф  | Северная страна                           | North Country                               | Джози Эймс             |
| 2005 | ф  | Эон Флакс                                 | Æon Flux                                    | Эон Флакс              |
| 2005 | с  | Замедленное развитие                      | Arrested Development                        | Рита Лидс              |
| 2006 | мс | Робоцып                                   | Robot Chicken                               | мама Дэниэла           |
| 2007 | ф  | В долине Эла                              | In the Valley of Elah                       | детектив Эмили Сандерс |
| 2007 | ф  | Битва в Сиэтле                            | Battle in Seattle                           | Элла Краузер           |
| 2008 | ф  | Лунатизм                                  | Sleepwalking                                | Джолин                 |
| 2008 | ф  | Хэнкок                                    | Hancock                                     | Мэри Эмбри             |
| 2008 | ф  | Пылающая равнина                          | The Burning Plain                           | Сильвия / Мариана      |
| 2009 | ф  | Дорога                                    | The Road                                    | жена                   |
| 2009 | мф | Астробой                                  | Astro Boy                                   | рассказчик             |
| 2011 | ф  | Бедная богатая девочка                    | Young Adult                                 | Мэвис Гэри             |
| 2012 | ф  | Прометей                                  | Prometheus                                  | Мередит Викерс         |
| 2012 | ф  | Белоснежка и охотник                      | Snow White and the Huntsman                 | королева Равенна       |
| 2014 | ф  | Миллион способов потерять голову          | A Million Ways to Die in the West           | Анна                   |
| 2014 | ф  | Тёмные тайны                              | Dark Places                                 | Либби Дэй              |
| 2015 | ф  | Безумный Макс: Дорога ярости              | Mad Max: Fury Road                          | Фуриоса                |
| 2016 | ф  | Белоснежка и охотник 2                    | The Huntsman: Winter’s War                  | королева Равенна       |
| 2016 | ф  | Последнее лицо                            | The Last Face                               | Врен                   |
| 2017 | ф  | Форсаж 8                                  | The Fate Of The Furious                     | Сайфер                 |
| 2017 | ф  | Взрывная блондинка                        | Atomic Blonde                               | Лоррейн Бротон         |
| 2017 | с  | Орвилл                                    | The Orville                                 | Прия Лавеск            |
| 2018 | ф  | Талли                                     | Tully                                       | Марло Моро             |
| 2018 | ф  | Опасный бизнес                            | Gringo                                      | Элейн Маркинсон        |
| 2019 | ф  | Та ещё парочка                            | Long Shot                                   | Шарлотта Филд          |
| 2019 | мф | Семейка Аддамс                            | The Addams Family                           | Мортиша Аддамс         |
| 2019 | ф  | Скандал                                   | Bombshell                                   | Мегин Келли            |
| 2020 | ф  | Бессмертная гвардия                       | The Old Guard                               | Андромаха из Скифии    |
| 2021 | ф  | Форсаж 9                                  | Fast & Furious 9                            | Сайфер                 |
| 2021 | мф | Семейка Аддамс: Горящий тур               | The Addams Family 2                         | Мортиша Аддамс         |
| 2022 | ф  | Доктор Стрэндж: В мультивселенной безумия | Doctor Strange in the Multiverse of Madness | Клеа                   |
| 2022 | ф  | Школа добра и зла                         | The School for Good and Evil                | Леди Лессо             |
| 2023 | ф  | Форсаж 10                                 | Fast X                                      | Сайфер                 |
| 2025 | ф  | Бессмертная гвардия 2                     | The Old Guard 2                             | Андромаха из Скифии    |
| 2026 | ф  | Форсаж 11                                 | Fast & Furious 11                           | Сайфер                 |
| 2026 | ф  | Одиссея                                   | The Odyssey                                 | Цирцея                 |

### Продюсер
- 2003 — «Монстр»
- 2006 — «К востоку от Гаваны[англ.]»
- 2007 — «Лунатизм»
- 2008 — «Пылающая равнина»
- 2011 — «Бедная богатая девочка»
- 2013 — «Хэтфилды и Маккои»
- 2015 — «Тёмные тайны»
- 2016 — «Разум в огне»
- 2017 — «Взрывная блондинка»
- 2017 — «Охотник за разумом»
- 2018 — «Талли»
- 2018 — «Опасный бизнес»
- 2018 — «Частная война»
- 2019 — «Та ещё парочка»
- 2019 — «Скандал»

## Награды и номинации
Полный список наград и номинаций — на сайте IMDb.com.
| Год  | Работа                             | Награда                        | Категория                                                                 | Результат |
| ---- | ---------------------------------- | ------------------------------ | ------------------------------------------------------------------------- | --------- |
| 1999 | «Могучий Джо Янг»                  | Сатурн                         | Лучшая киноактриса второго плана                                          | Номинация |
| 2000 | «Правила виноделов»                | Премия Гильдии киноактёров США | Лучший актёрский состав в игровом кино                                    | Номинация |
| 2000 | «Правила виноделов»                | Teen Choice Awards             | Выбор актрисы кино                                                        | Номинация |
| 2000 | «Правила виноделов»                | Спутник                        | Лучшая женская роль второго плана — драма                                 | Номинация |
| 2002 | «Сладкий ноябрь»                   | Золотая малина                 | Худшая женская роль                                                       | Номинация |
| 2003 | «Монстр»                           | Спутник                        | Лучшая женская роль                                                       | Победа    |
| 2004 | «Монстр»                           | Оскар                          | Лучшая женская роль                                                       | Победа    |
| 2004 | «Монстр»                           | Золотой глобус                 | Лучшая женская роль — драма                                               | Победа    |
| 2004 | «Монстр»                           | Премия Гильдии киноактёров США | Лучшая женская роль                                                       | Победа    |
| 2004 | «Монстр»                           | Серебряный медведь             | Лучшая женская роль                                                       | Победа    |
| 2005 | «Монстр»                           | BAFTA                          | Лучшая женская роль                                                       | Номинация |
| 2005 | «Жизнь и смерть Питера Селлерса»   | Эмми                           | Лучшая женская роль второго плана в мини-сериале или фильме               | Номинация |
| 2005 | «Жизнь и смерть Питера Селлерса»   | Золотой глобус                 | Лучшая женская роль второго плана — мини-сериал, телесериал или телефильм | Номинация |
| 2005 | «Жизнь и смерть Питера Селлерса»   | Премия Гильдии киноактёров США | Лучшая женская роль в телефильме или мини-сериале                         | Номинация |
| 2005 | «Северная страна»                  | Спутник                        | Лучшая женская роль                                                       | Номинация |
| 2006 | «Северная страна»                  | Оскар                          | Лучшая женская роль                                                       | Номинация |
| 2006 | «Северная страна»                  | Золотой глобуc                 | Лучшая женская роль — драма                                               | Номинация |
| 2006 | «Северная страна»                  | BAFTA                          | Лучшая женская роль                                                       | Номинация |
| 2006 | «Северная страна»                  | Премия Гильдии киноактёров США | Лучшая женская роль                                                       | Номинация |
| 2009 | «Хэнкок»                           | Сатурн                         | Лучшая киноактриса второго плана                                          | Номинация |
| 2010 | «Пылающая равнина»                 | Сатурн                         | Лучшая киноактриса                                                        | Номинация |
| 2012 | «Бедная богатая девочка»           | Золотой глобус                 | Лучшая женская роль — комедия или мюзикл                                  | Номинация |
| 2012 | «Белоснежка и охотник»             | Сатурн                         | Лучшая актриса второго плана                                              | Номинация |
| 2012 | «Белоснежка и охотник»             | Teen Choice Awards             | Звезда лета: Актриса                                                      | Номинация |
| 2012 | «Белоснежка и охотник»             | Teen Choice Awards             | Лучший кинозлодей                                                         | Номинация |
| 2012 | «Белоснежка и охотник»             | Teen Choice Awards             | Лучший приступ гнева                                                      | Победа    |
| 2015 | «Миллион способов потерять голову» | Золотая малина                 | Худшая женская роль                                                       | Номинация |
| 2015 | «Миллион способов потерять голову» | Золотая малина                 | Худший актёрский ансамбль                                                 | Номинация |
| 2016 | «Безумный Макс: Дорога ярости»     | Сатурн                         | Лучшая киноактриса                                                        | Победа    |
| 2016 | «Безумный Макс: Дорога ярости»     | MTV Movie Awards               | Лучшая женская роль                                                       | Победа    |
| 2016 | «Безумный Макс: Дорога ярости»     | MTV Movie Awards               | Лучший герой                                                              | Номинация |
| 2016 | «Безумный Макс: Дорога ярости»     | MTV Movie Awards               | Лучший бой                                                                | Номинация |
| 2016 | «Безумный Макс: Дорога ярости»     | Жорж                           | Лучшая зарубежная актриса                                                 | Победа    |
| 2019 | «Талли»                            | Золотой глобус                 | Лучшая женская роль — комедия или мюзикл                                  | Номинация |
| 2020 | «Скандал»                          |                                |                                                                           |           |
| 2020 | «Скандал»                          | Оскар                          | Лучшая женская роль                                                       | Номинация |
| 2020 | «Скандал»                          | Золотой глобус                 | Лучшая актриса в драматическом фильме                                     | Номинация |
| 2020 | «Скандал»                          | BAFTA                          | Лучшая женская роль                                                       | Номинация |
| 2020 | «Скандал»                          | Премия Гильдии киноактёров США | Лучшая женская роль                                                       | Номинация |
| 2020 | «Скандал»                          | Премия Гильдии киноактёров США | Лучший актёрский состав в игровом кино                                    | Номинация |
| 2020 | «Скандал»                          | Спутник                        | Лучшая актриса в драматическом фильме                                     | Номинация |